# ألومينات الليثيوم
 ألومينات الليثيوم كما يسمى أيضاً أكسيد ليثيوم ألمنيوم عبارة عن مركب كيميائي له الصيغة LiAlO2، ويمكن أن تكون النسب بين الليثيوم والألومنيوم مختلفة بعضها. تكون مركبات ألومينات الليثيوم على شكل مسحوق بلوري أبيض.

## التحضير
يحضر مسحوق ألومينات الليثيوم من خلال التفاعل في الحالة الصلبة بين غاما-أكسيد الألمنيوم γ-Al2O3 وكربونات أو هيدروكسيد الليثيوم. كما يمكن التحضير في طريقة صل-جل  من ألكوكسيدات الليثيوم والألومنيوم.

## الخواص
- لا ينحل ألومينات الليثيوم في الماء، ويتمتع بنقطة انصهار مرتفعة نسبياً.
- يوجد من ألومينات الليثيوم ثلاثة أنماط بلورية هي ألفا α- و بيتا β- و غاما γ- LiAlO2 ولها بنى سداسية، وأحادية الميل ورباعية على الترتيب.[5]

## الاستخدامات
- نظرا لتقارب أبعاد الشبكة البلورية فإن ألومينات الليثيوم يستخدم في مجال أنصاف النواقل كركازة موافقة لمركب نتريد الغاليوم.
- بستخدم النمط ألفا كمادة داعمة Matrix في خلايا وقود مصهور الكربونات.[6]
- يستخدم ألومينات الليثيوم كمصدر للتريتيوم في مفاعلات الاندماج النووي.[4]